# Rio Arinieși
O Rio Arinieşi é um rio da Romênia afluente do rio Mara, localizado no distrito de Maramureş.